# (11963) Ignace
Pour les articles homonymes, voir Ignace.
Ne doit pas être confondu avec (3562) Ignace.
(11963) Ignace est un astéroïde de la ceinture principale.

## Description
(11963) Ignace est un astéroïde de la ceinture principale. Il fut découvert le 10 août 1994 à La Silla par Eric Walter Elst. Il présente une orbite caractérisée par un demi-grand axe de 2,77 UA, une excentricité de 0,06 et une inclinaison de 6,1° par rapport à l'écliptique.

## Compléments